# Stictocyclaceae
Famille
Les Stictocyclaceae sont une famille d'algues de l'embranchement des Bacillariophyta (Diatomées), de la classe des Coscinodiscophyceae et de l’ordre des Stictocyclales.

## Étymologie
Le nom de la famille vient du genre type Stictocyclus, composé du préfixe stict- (du grec στικτός / stiktós, « pointillé, tacheté, de couleurs variées »), et du suffixe -cycl, cercle.

## Description
En 1978, Mann créant la famille sur la base du seul genre Stictocyclus la décrivit sommairement comme suit : 

« Stictocyclaceae nov. fam.

Frustule cylindrique. Valves semi-cylindriques, côtelées et aréolées. Ocelles présentes sur la face valvulaire. Rimoportules groupées sur la valve. Ceintures nombreuses et complètes. »

## Distribution
Mann comparant les genres Ethmodisc (Ethmodiscaceae) et Stictocyclus, affirme que Ethmodiscus est un genre planctonique, tandis que le Stictocyclus est épiphyte.
Stictocyclus été observé dans les lagunes de Tahiti et d'Hawaï (attaché aux filaments de cyanobactéries du genre Lyngbya).

## Liste des genres
Selon AlgaeBase (28 juillet 2022) : aucun genre
Selon World Register of Marine Species (28 juillet 2022) :
- Stictocyclus A. Mann, 1925

## Systématique
Le nom correct complet (avec auteur) de ce taxon est Stictocyclaceae Round, 1978.
En 1972, Reimer Simonsen avait placé le genre Stictocyclus A.Mann, 1925, dans la famille des Stictodiscaceae.
C'est Frank E. Round qui propose cette nouvelle famille en 1978 en commentant ainsi « Autant que je sache, aucune autre famille n'a l'ensemble de caractères associés à Stictocyclus et comme Ross (1963) l'a commenté "le degré de similitude globale est la seule base d'une classification taxonomique satisfaisante". Puisqu'il n'y a pas de similitude globale entre Stictocyclus et d'autres genres, je pense qu'il doit être traité comme un membre d'une famille distincte. Je propose donc de placer ce genre dans une nouvelle famille, les Stictocyclaceae. »

## Publication originale
- Round, F.E. (1978). Stictocyclus stictodiscus (Bacillariophyta): comments on its ecology, structure and classification. Journal of Phycology 14(2):  150-156.